# 25593 Camillejordan
25593 Camillejordan è un asteroide della fascia principale. Scoperto nel 1999, presenta un'orbita caratterizzata da un semiasse maggiore pari a 2,3563340 UA e da un'eccentricità di 0,2255075, inclinata di 3,46510° rispetto all'eclittica.
È stato così chiamato in onore del matematico francese Camille Jordan.